# مونت بوکستون
مونت بوکستون (به لاتین: Mont Buxton) یک منطقهٔ مسکونی در سیشل است که در سیشل واقع شده‌است. مونت بوکستون ۳٬۱۶۹ نفر جمعیت دارد.